# Îles Salomon aux Jeux olympiques d'été de 2012
Les Salomon participent aux Jeux olympiques d'été de 2012 à Londres. Il s'agit de leur 8e participation aux Jeux olympiques d'été. Ils tentent, sans succès, de décrocher la première médaille de leur histoire aux Jeux olympiques d'été.
La délégation salomonaise est composée de quatre athlètes, dans trois disciplines sportives : athlétisme, judo et haltérophilie.

## Athlétisme
Pauline Kwalea prend part à l'épreuve du 100 mètres dames, et Chris Meke Walasi à celle du 100 mètres hommes.
Lors de sa première course, dans les séries préliminaires, Pauline Kwalea termine 5e, en 12 s 90, un record personnel - qui n'est pas suffisant pour accéder aux séries du premier tour. Chris Walasi termine 6e (avant-dernier) dans sa course dans les séries préliminaires, en 11 s 42, et est également éliminé.
Hommes
| Chris Walasa | 100 m | 11 s 42 | 6 | Pas qualifié | Pas qualifié | Pas qualifié | Pas qualifié | Pas qualifié | Pas qualifié |

Femmes
| Pauline Kwalea | 100 m | 12 s 90 | 5 | Pas qualifiée | Pas qualifiée | Pas qualifiée | Pas qualifiée | Pas qualifiée | Pas qualifiée |

## Haltérophilie
Jenly Tegu Wini prend part dans la catégorie des 58 kg dames.
Elle soulève 65 kg à l'arraché et 95 kg à l'épaulé-jeté, pour un total de 160 kg qui la classe 17e (sur 19).
| Athlète         | Compétition | Arraché  | Arraché | Épaulé-jeté | Épaulé-jeté | Total  | Rang |
| Athlète         | Compétition | Résultat | Rang    | Résultat    | Rang        | Total  | Rang |
| --------------- | ----------- | -------- | ------- | ----------- | ----------- | ------ | ---- |
| Jenly Tegu Wini | -58 kg      | 65 kg    | 19      | 95 kg       | 17          | 160 kg | 17   |

## Judo
Tony Lomo prend part dans la catégorie des moins de 60 kg hommes. Lors de son premier match, son adversaire mozambicain Neuso Sigauque obtient un waza-ari, avant que Lomo ne l'emporte par ippon (ko-uchi-gari) en 3 min 16. Pour son deuxième match, il affronte le Français Sofiane Milous. Milous est d'abord pénalisé pour non-combativité, puis l'emporte par deux waza-ari.
| Athlète   | Compétition           | 1/32 de finale      | 1/16 de finale           | 1/8 de finale         | Quarts de finale    | Demi-finales        | Repêchage 1         | Repêchage 2         | Finale              | Finale       |
| Athlète   | Compétition           | Adversaire Résultat | Adversaire Résultat      | Adversaire Résultat   | Adversaire Résultat | Adversaire Résultat | Adversaire Résultat | Adversaire Résultat | Adversaire Résultat | Rang         |
| --------- | --------------------- | ------------------- | ------------------------ | --------------------- | ------------------- | ------------------- | ------------------- | ------------------- | ------------------- | ------------ |
| Tony Lomo | Moins de 60 kg hommes | exempt              | Sigauque Gagne 0100–0010 | Milous Perd 0001–0020 | Pas qualifié        | Pas qualifié        | Pas qualifié        | Pas qualifié        | Pas qualifié        | Pas qualifié |